# Камалов, Сагыр Аймагамбетович
Сагыр Аймагамбетович Камалов (каз.  Сағыр Аймагамбетұлы Қамалов; 1905, Актюбинский уезд, Тургайская область, Российская империя — 1938, СССР) — советский, казахский писатель, драматург, первый директор Алматинского музыкального училища, Казахского академического театра драмы, автор либретто оперы «Ер Таргын».

## Биография
Родился в 1905 году в ауле № 9 Актюбинского уезда Тургайской области.
В 1923 году Камалов поступил на подготовительные курсы Казахского института народного образования в Оренбурге. Когда был организован Казахский педагогический институт, начинает учиться на его литературном факультете, который оканчивает в 1931 году.
С 1931 по 1937 год был заведующим музыкальной школой, в 1938 году — директором Казахского академического театра драмы.
В 1931 году в соавторстве с Таиром Жароковым С. Камалов пишет пьесу «Окровавленная палка».
В 1932 году был издан сборник его рассказов «Энергия». Позже писатель много работал для театра, создавая скетчи, водевили, драматические миниатюры. С 1932 года работал директором музыкально-драматического техникума.
Вершиной его творчества является либретто оперы «Ер Таргын», музыка композитора Е. П. Брусиловского, которая вот уже десятилетия не сходит со сцены Казахского государственного Академического театра им. Абая.
Репрессирован в 1938 году.
Позже реабилитирован.

## Использованная литература
- Писатели Казахстана 1917—1967 (справочник). — Алма-Ата: «Жазушы», 1969.
- Джумалиев К. Замечательные люди /воспоминания/. — Алма-Ата: «Жазушы», 1970.